# Rasovac (Trebinje)
Pour les articles homonymes, voir Rasovac.
Rasovac (en serbe cyrillique : Расовац) est un village de Bosnie-Herzégovine. Il est situé sur le territoire de la ville de Trebinje et dans la république serbe de Bosnie. Selon les premiers résultats du recensement bosnien de 2013, il compte 204 habitants.

## Géographie
Le village est entouré par les localités suivantes :
|        | Donje Čičevo |               |
| Bihovo | Rasovac      | Gornje Čičevo |
| Lapja  | Zgonjevo     | Bugovina      |

## Démographie

### Évolution historique de la population dans la localité
| 1948 | 1953 | 1961 | 1971 | 1981 | 1991 | 2013 |
| ---- | ---- | ---- | ---- | ---- | ---- | ---- |
| -    | -    | 149  | 124  | 124  | 120  | 204  |

|  |